# 戦極姫5〜戦禍断つ覇王の系譜〜
『戦極姫5〜戦禍断つ覇王の系譜〜』（せんごくひめ5〜せんかたつはおうのけいふ〜）は、げーせん18より2013年12月6日に発売された18禁シミュレーションゲーム。2014年12月11日にはコンシューマー版としてPlayStation Vita（PS vita版）、PlayStation3（PS3版）、PlayStation4版（PS4版）が発売された　織田、長宗我部、足利、武田、上杉、伊達、毛利、大友、島津の9家に個別シナリオが用意されている。

## 登場人物

### 無所属
天城 颯馬（あまぎ そうま）
声 - ますおかゆうじ
本作の主人公。服装のデザインが前作までの物から変化した。
本願寺 顕如（ほんがんじ けんにょ）
モデル：顕如
声 - 平野響子
黒田 官兵衛（くろだ かんべえ）
モデル：黒田孝高
声 - 御苑生メイ
扱いは無所属だが、シナリオによっては織田家臣として登場する。織田家以外でスタートした場合はある城を攻略後に救出されるイベントが発生して自動的に仲間になる。
竹中 半兵衛（たけなか はんべえ）
モデル：竹中重治
声 - 藤森ゆき奈
官兵衛と同じように、シナリオによっては織田家臣として登場する。
福島 正則（ふくしま まさのり）
モデル：福島正則
声 - デーサン
加藤 清正（かとう きよまさ）
モデル：加藤清正
声 - 鈴音華月
石田 三成（いしだ みつなり）
モデル：石田三成
声 - 岩沢郁海
強化版で追加された佐竹シナリオではヒロインとなる。颯馬とは幼馴染で将来を誓った仲だったが、再会した当初は自身と吉継の記憶がごちゃ混ぜになっていたため気付いてもらえなかった。
加藤 嘉明（かとう よしあき）
モデル：加藤嘉明
声 - 咲久間匠
大谷 吉継（おおたに よしつぐ）
モデル：大谷吉継
三成とは親友の仲で同様に颯馬と幼馴染で佐竹シナリオでヒロインとなる。
声 - 桃井いちご
烏丸 光広（からすま みつひろ）
モデル：烏丸光広
声 - 桜川未央
WEB版からの登場。織田シナリオでは行方不明になっていた義輝と共に足利の一員となる。
片付けを全くしないため、部屋はゴミ屋敷のような状態になっている。
塚原 卜伝（つかはら ぼくでん）
モデル：塚原卜伝
声 - 真木将人
出雲 阿国（いずも の おくに）
モデル：出雲阿国
声 - 御苑生メイ
百地 三太夫（ももち さんだゆう）
モデル：百地丹波
声 - 夏村伊介
佐竹シナリオでは颯馬の相棒として登場する。腕前は確かだが、よく災難に遭う不幸体質の忍者。佐竹家に仕えた後は資正や氏治のせいか犬絡みの災難に遭う事が多かった。

### 南部家
南部 信直（なんぶ のぶなお）
モデル：南部信直
声 - 友野康晴
九戸 政実（くのへ まさざね）
モデル：九戸政実
声 - ますおかゆうじ
北信 愛（きたのぶ あい）
モデル：北信愛
声 - 水純なな歩

### 伊達家
伊達 政宗（だて まさむね）
モデル：伊達政宗
声 - 上田朱音
伊達 成実（だて なるみ）
モデル：伊達成実
声 - 藤森ゆき奈
片倉 景綱（かたくら かげつな）
モデル：片倉景綱
声 - 鈴音華月
伊達 輝宗（だて てるむね）
モデル：伊達輝宗
声 - 越雪光
鬼庭 綱元（おにわ つなもと）
モデル：鬼庭綱元
声 - 萌花ちょこ

### 蘆名家
蘆名 盛隆（あしな もりたか）
モデル：蘆名盛隆
声 - 雪村とあ

### 葛西家
葛西 晴信（かさい はるのぶ）
モデル：葛西晴信
声 - 陽月ひおり

### 大崎家
大崎 義隆（おおさき よしたか）
モデル：大崎義隆
声 - 金田まひる

### 最上家
最上 義光（もがみ よしあき）
モデル：最上義光
声 - 芹園みや
延沢 満延（のべさわ みつのぶ）
モデル：延沢満延
声 - かわしまりの
鮭延 秀綱（さけのべ ひでつな）
モデル：鮭延秀綱
声 - 沖田雪枝

### 佐竹家
佐竹 義重（さたけ よししげ）
モデル：佐竹義重
声 - 橘九郎
太田 資正（おおた すけまさ）
モデル：太田資正
声 - 宮沢ゆあな
真壁 氏幹（まかべ うじもと）
モデル：真壁氏幹
声 - 門倉宗一

### 小田家
小田 氏治（おだ うじはる）
モデル：小田氏治
声 - 桜川未央

### 結城家
結城 秀康（ゆうき ひでやす）
モデル：結城秀康
声 - 東星京子

### 安東家
安東 愛季（あんどう ちかすえ）
モデル：安東愛季
声 - 神村ひな

### 里見家
里見 義堯（さとみ よしたか）
モデル：里見義堯
声 - 金田まひる

### 戸沢家
戸沢 盛安（とざわ もりやす）
モデル：戸沢盛安
声 - 真宮ゆず

### 山内上杉家
上泉 信綱（かみいずみ のぶつな）
モデル：上泉信綱
声 - 倉田まりや
太田 道灌（おおた どうかん）
モデル：太田道灌
声 - 胸肩腎

### 北条家
北条 氏康（ほうじょう うじやす）
モデル：北条氏康
声 - 中家志穂
北条 早雲（ほうじょう そううん）
モデル：北条早雲
声 - 歌織
北条 氏政（ほうじょう うじまさ）
モデル：北条氏政
声 - 芹園みや

### 今川家
今川 義元（いまがわ よしもと）
モデル：今川義元
声 - 胸肩腎
今川 氏真（いまがわ うじざね）
モデル：今川氏真
声 - 香澄りょう
太原 雪斎（たいげん せっさい）
モデル：太原雪斎
声 - 早瀬ゃょぃ
3以来の登場。今川家の軍師。優れた知略と鋭い洞察力で義元から絶大な信頼を寄せられている。若く見えるが実際はかなりの高齢らしく、ある人物から受けた術の力で老化が止まっている。その事を知るのは義元だけである。

### 徳川家
徳川 家康（とくがわ いえやす）
モデル：徳川家康
声 - 水純なな歩
井伊 直政（いい なおまさ）
モデル：井伊直政
声 - 鶴屋春人
本多 忠勝（ほんだ ただかつ）
モデル：本多忠勝
声 - 青葉りんご
酒井 忠次（さかい ただつぐ）
モデル：酒井忠次
声 - 岩沢郁海
榊原 康政（さかきばら やすまさ）
モデル：榊原康政
声 - 風見トーリ

### 織田家
織田 信長（おだ のぶなが）
モデル：織田信長
声 - 香澄りょう
織田シナリオのヒロイン。
柴田 勝家（しばた かついえ）
モデル：柴田勝家
4までは男性だったが今作では女性として登場。織田シナリオでは当主の信長に破天荒ぶりに反発して林秀貞と一緒に信行の謀反に加担するも失敗して囚われる。後に信長から説得を受けて器量の大きさに惹かれて復帰する。普段は冷静な武者を装っているが、ちょっとした事で簡単に素顔が出てしまう。そういった事や猪武者なところを他の家臣から心配されている。デザインはWEB版の物を使用。
声 - 陽月ひおり
羽柴 秀吉（はしば ひでよし）
モデル：豊臣秀吉
声 - 成瀬未亜
丹羽 長秀（にわ ながひで）
モデル：丹羽長秀
声 - 越雪光
前田 利家（まえだ としいえ）
モデル：前田利家
声 - 小次狼
織田 信行（おだ のぶゆき）
モデル：織田信行
声 - 上田朱音
3以来の登場。織田シナリオのもう一人のヒロイン。シナリオの冒頭で謀反を起こすが、これは野心からではなく、裏切り者を一網打尽にして姉に認めてもらいたい一心から起こした芝居だった。しかし信長の予想以上に早い進軍で思わぬ事態に発展する。

### 斎藤家
斎藤 義龍（さいとう よしたつ）
モデル：斎藤義龍
声 - 芹園みや
稲葉一鉄（いなば いってつ）
モデル：稲葉良通
声 - 胸肩腎

### 北畠家
北畠 具教（きたばたけ とものり）
モデル：北畠具教
声 - 橘九郎
九鬼 嘉隆（くき よしたか）
モデル：九鬼嘉隆
声 - 鶴屋春人
2以来の登場だが、性別は女性に変わっている。デザインは勝家と同じWEB版の物。自身を「くっきー船長」と呼んでおり、部下からもその名で呼ばれて慕われている。
織田シナリオでは主君の具教から冷遇されていたところを織田家に仕えた官兵衛の誘いを受けて北畠家を見限り、織田家臣となる。

### 武田家
武田 信玄（たけだ しんげん）
モデル：武田信玄
声 - 新堂真弓
武田 信廉（たけだ のぶかど）
モデル：武田信廉
声 - 新堂真弓
馬場 信春（ばば のぶはる）
モデル：馬場信春
声 - 秋野花
山県 昌景（やまがた まさかげ）
モデル：山県昌景
声 - 古河徹人
内藤 昌秀（ないとう まさひで）
モデル：内藤昌秀
声 - 夏村伊介
虎綱 春日（とらつな はるひ）
モデル：春日虎綱
声 - 草柳順子

### 村上家
村上 義清（むらかみ よしきよ）
モデル：村上義清
声 - 藤森ゆき奈

### 上杉家
上杉 謙信（うえすぎ けんしん）
モデル：上杉謙信
声 - 青葉りんご
直江 兼続（なおえ かねつぐ）
モデル：直江兼続
声 - 榛名れん
前田 慶次（まえだ けいじ）
モデル：前田利益
声 - 杉原茉莉
上杉 景勝（うえすぎ かげかつ）
モデル：上杉景勝
声 - 東星京子
水原 親憲（すいばら ちかのり）
モデル：水原親憲
声 - 咲久間匠

### 真田家
真田 昌幸（さなだ まさゆき）
モデル：真田昌幸
声 - 真木将人
真田 幸村（さなだ ゆきむら）
モデル：真田信繁
声 - 上田朱音
真田 信之（さなだ のぶゆき）
モデル：真田信之
声 - 橘九郎

### 朝倉家
朝倉 義景（あさくら よしかげ）
モデル：朝倉義景
声 - 秋野花
朝倉 宗滴（あさくら そうてき）
モデル：朝倉宗滴
声 - 真木将人

### 浅井家
藤堂 高虎（とうどう たかとら）
モデル：藤堂高虎
声 - 成瀬未亜

### 六角家
六角 義賢（ろっかく よしたか）
モデル：六角義賢
声 - 雪村とあ
2以来の登場。

### 足利家
足利 義昭（あしかが よしあき）
モデル：足利義昭
声 - 真宮ゆず
足利シナリオのヒロイン。義輝が行方不明になった後の幕府の将軍を務める。
足利 義輝（あしかが よしてる）
モデル：足利義輝
声 - ももぞの薫
織田、足利シナリオで久秀に謀反を起こされ行方不明になるが織田では烏丸と、足利では颯馬と共に足利へ帰参する。足利シナリオでは選択肢によってはヒロインとなる。
細川 藤孝（ほそかわ ふじたか）
モデル：細川幽斎
声 - 真木将人
細川 忠興（ほそかわ ただおき）
モデル：細川忠興
声 - 御苑生メイ
明智 光秀（あけち みつひで）
モデル：明智光秀
声 - かわしまりの

### 三好家
三好 長慶（みよし ちょうけい）
モデル：三好長慶
声 - 東星京子
足利シナリオでは誤解と謀略から争いに発展するが和解後は将軍家の為に尽力する。長宗我部シナリオでは四国統一の最後の壁として立ちはだかる。
松永 久秀（まつなが ひさひで）
モデル：松永久秀
声 - 猪鹿ちよ
足利シナリオでは結果的に信長と光秀を死に追いやり、将軍家と織田家が衝突するように仕組んだ黒幕となる。織田シナリオでも暗躍するが織田に取りいる前に義輝達に成敗される。
十河 一存（そごう かずまさ）
モデル：十河一存
声 - 風見トーリ

### 筒井家
筒井 順慶（つつい じゅんけい）
モデル：筒井順慶
声 - 秋野花
島 左近（しま さこん）
モデル：島清興
声 - 平野響子

### 一色家
稲富 祐直（いなどめ すけなお）
モデル：稲富祐直
声 - 桃井いちご
火縄の使い手で練習では決して外すことはないのだが、実戦では弾が全く当たらなくなると言う狙撃手としては致命的な欠点を持つ。
仲間にしなかった場合あるイベントが発生するが、放置しているとその欠点が原因である悲劇が降りかかってくる。

### 尼子家
尼子 義久（あまこ よしひさ）
モデル：尼子義久
声 - 風見トーリ
山中 鹿介（やまなか しかすけ）
モデル：山中幸盛
声 - 宮沢ゆあな

### 宇喜多家
宇喜多 秀家（うきた ひでいえ）
モデル：宇喜多秀家
声 - 早瀬ゃょぃ
明石 全登（あかし ぜんとう）
モデル：明石全登
声 - 鶴屋春人

### 毛利家
毛利 隆元（もうり たかもと）
モデル：毛利隆元
声 - 雪村とあ
毛利 元就（もうり もとなり）
モデル：毛利元就
声 - 榛名れん
3以来の登場。髪型が2までの物に近いデザインになった。
吉川 元春（きっかわ もとはる）
モデル：吉川元春
声 - 草柳順子
小早川 隆景（こばやかわ たかかげ）
モデル：小早川隆景
声 - 倉田まりや
毛利 輝元（もうり てるもと）
モデル：毛利輝元
声 - 芹園みや

### 大内家
大内 義隆（おおうち よしたか）
モデル：大内義隆
声 - 田中理々
3以来の登場。
毛利シナリオでは颯馬の元の主君として登場し、毛利家へ送り出すところから物語が始まる。
冷泉 隆豊（れいぜい たかとよ）
モデル：冷泉隆豊
声 - 榛名れん
義隆と同じく3以来の登場。

### 河野家
河野 通直（こうの みちなお）
モデル：河野通直
声 - 杉原茉莉
3以来の登場。
村上 武吉（むらかみ たけよし）
モデル：村上武吉
声 - 宮沢ゆあな

### 長宗我部家
長宗我部 元親（ちょうそかべ もとちか）
モデル：長宗我部元親
声 - 桃井いちご
男の娘だった4までと違いれっきとした女性に変わった。長宗我部シナリオのヒロイン。
中島 可之助（なかじま べくのすけ）
モデル：中島可之助
声 - 夢野ぼたん
吉良 親実（きら ちかざね）
モデル：吉良親実
声 - 田中理々
久武 親信（ひさたけ ちかのぶ）
モデル：久武親信
声 - 小次狼
久武 親直
モデル：久武親直
声 - 古河徹人
元親が女性に変わったからなのか男性に変わった。

### 大友家
大友 宗麟（おおとも そうりん）
モデル：大友宗麟
3以来の登場だがデザイン、性格は大きく変化している。大友シナリオのヒロイン。
声 - 神村ひな
立花 道雪（たちばな どうせつ）
モデル：立花道雪
声 - 青葉りんご
立花 宗茂（たちばな むねしげ）
モデル：立花宗茂
声 - かわしまりの
高橋 紹運（たかはし しょううん）
モデル：高橋紹運
声 - 香澄りょう

### 阿蘇家
甲斐 宗運（かい そううん）
モデル：甲斐宗運
声 - 柚木サチ
強化版で追加された阿蘇シナリオのヒロイン。相良義陽とは親友同士。

### 龍造寺家
鍋島 直茂（なべしま なおしげ）
モデル：鍋島直茂
声 - 杉原茉莉

### 有馬家
有馬 晴信（ありま はるのぶ）
モデル：有馬晴信
声 - 夏村伊介

### 相良家
相良 義陽（さがら よしひ）
モデル：相良義陽
声 - ももぞの薫
阿蘇家の甲斐宗運とは親友同士で阿蘇シナリオにおけるもう一人のヒロイン。

### 島津家
島津 義久（しまづ よしひさ）
モデル：島津義久
声 - 歌織
島津 義弘（しまづ よしひろ）
モデル：島津義弘
声 - 中家志穂
島津 歳久（しまづ としひさ）
モデル：島津歳久
声 - 東かりん
島津 家久（しまづ いえひさ）
モデル：島津家久
声 - 桜川未央
島津 貴久（しまづ たかひさ）
モデル：島津貴久
声 - ますおかゆうじ
島津 豊久（しまづ とよひさ）
モデル：島津豊久
声 - 夏村伊介